# Коржавино (Покровское сельское поселение)
В Рыбинском районе есть ещё одна деревня с таким названием, в Судоверфском сельском поселении.
Коржавино — деревня на территории Покровской сельской администрации Покровского сельского поселения Рыбинского района Ярославской области .
Деревня расположена на удалении около 2 км от автомобильной дороги Р104 на участке Углич-Рыбинск, на юго-восток от расположенной на дороге деревни Дурдино. Деревня расположена в окружении лесов, на юг от неё на расстоянии не более 0, 5 км деревня Пчелье. Примерно в 2 км на юг от этих деревень также расположенные парно деревни Большое и Малое Заболотье. На восток от деревни примерно на 5 км ненаселенный лес, а далее относительно густонаселенняя долина реки Черемухи с центром в селе Сретенье. Менее чем в 1 км на восток от Пчелья и Коржавино протекает правый приток реки Коровки, который на современных топокартах не назван, а на картах ГПМ конца XVIII века названа Кормицей, в 2 км выше по течению этой реки находится деревня Голубино. Западнее Пчелья и Коржавино урочище Суринино, которое пересекается мелиоративными канавами. Эти канавы представляют исток реки Коровка.
На 1 января 2007 года в деревне численность постоянного населения 5 человек.. По почтовым данным в деревне 8 домов.
Транспортная связь через деревню Дурдино, оттуда автобус связывает деревню с Рыбинском, Мышкиным и Угличем. Администрация сельского поселения в поселке и центр врача общей практики находится в посёлке Искра Октября, почтовое отделение в селе Покров (оба по дороге в сторону Рыбинска).